# Quintanilla de Rucandio
Quintanilla de Rucandio es una localidad del municipio de Valderredible (Cantabria, España). Está localizada a 880 m s. n. m., y dista 21 km de la capital municipal, Polientes. En el año 2024 contaba con una población de 9 habitantes (INE).

## Paisaje y naturaleza
En la zona de Rucandio se consigue la mayor energía del relieve de Valderredible debido, en gran parte, a la presencia del Pico Castro y a la de los últimos rebordes rocosos del  sinclinal colgado de Burgos que más al sur configura el páramo de la Lora. En la cobertura arbórea dominan los bosques de Quercus Pyrenaica, residuos de los que en otros tiempos fue una mancha continua hasta el Monte Hijedo. Las tierras de trigo y patata no son tan extensas como en las zonas bajas Vallucas y se instalan en las laderas que rodean al pueblo. La calidad paisajística del entorno es de las mejores del valle.